# Ботсвана
Ботсва́на (англ. и тсвана Botswana), полная официальная форма — Респу́блика Ботсва́на (англ. Republic of Botswana, тсвана Lefatshe la Botswana) — независимое государство в Южной Африке, граничащее на юге с ЮАР, на западе и севере — с Намибией, на северо-востоке — с Замбией, на востоке — с Зимбабве, не имеющее выхода к морю. Географически 70 % территории страны занимает пустыня Калахари.
Столицей страны и крупнейшим городом является Габороне. Государственные языки — английский и тсвана.
Ботсвана является одним из самых богатых и стабильных государств Африки с 9-м по величине ИЧР, пятым по величине ВВП на душу населения (номинал) в Африке (после Республики Сейшельские Острова, Республики Маврикий, Экваториальной Гвинеи и Габона) и четвёртом по величине ВВП на душу населения (ППС) в Африке (после Республики Сейшельские Острова, Республики Маврикий и Ливии).

## Этимология
В колониальное время страна была британским протекторатом под названием Бечуаналенд («страна бечуанов») — от основ бечуаны (устаревшее название народа тсвана, преобладающего населения страны) и ленд (англ. land) «страна». 30 сентября 1966 года Бечуаналенд провозгласил независимость в рамках Содружества наций и сменил название на «Ботсвана» — «земля тсвана» (бо- — префикс класса предметов, тсвана — этноним). В свою очередь, слово батсвана означает «люди».

## Физико-географическая характеристика

### Географическое положение

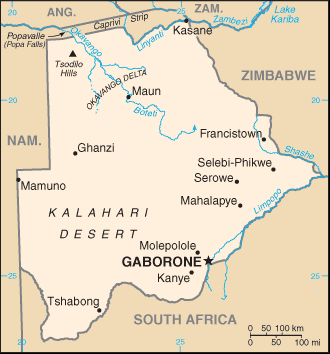
Карта Ботсваны.

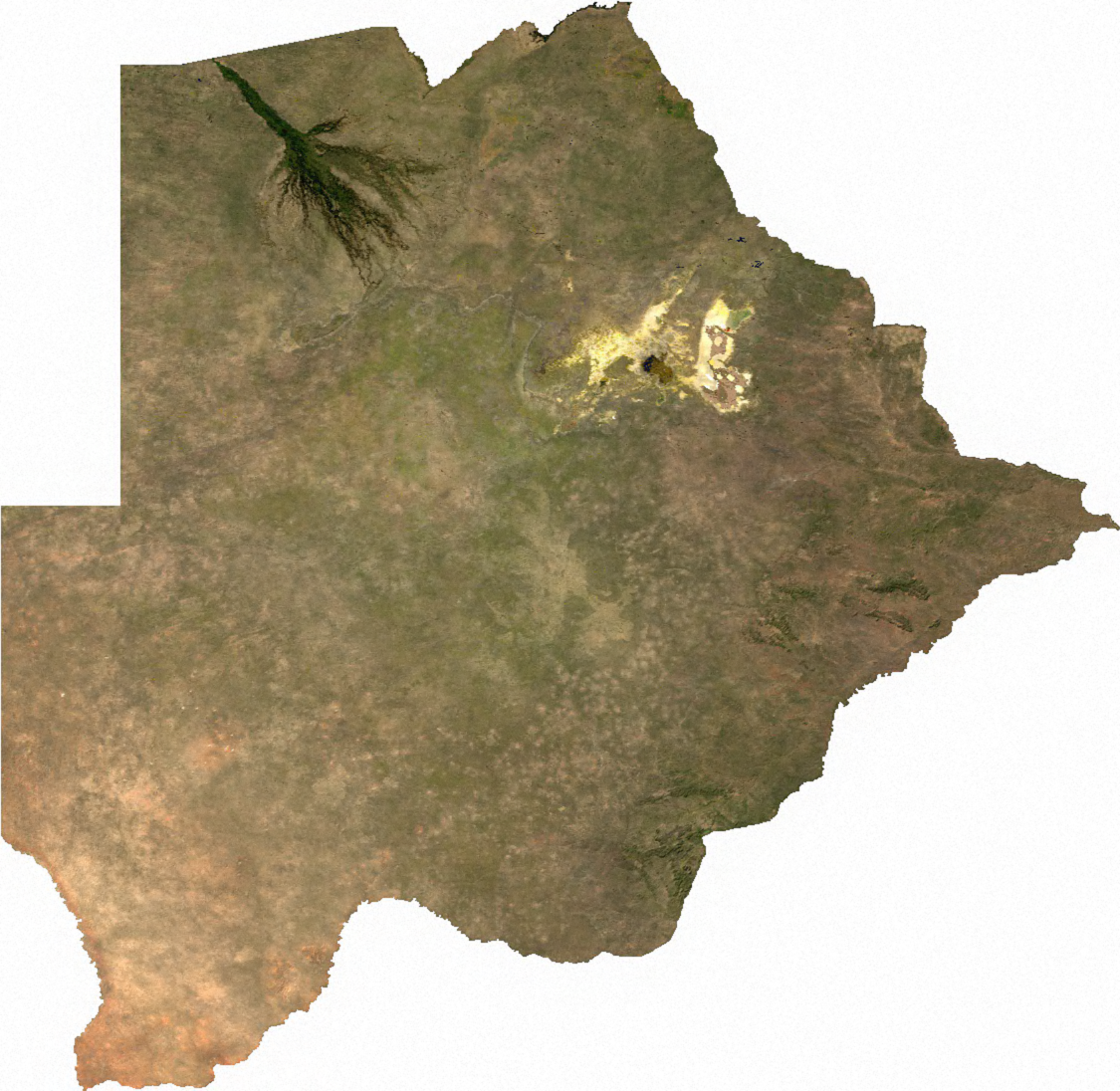
Вид со спутника.

Ботсвана расположена в Южной Африке. Территория страны составляет 581 730 км², из них площадь суши — 566 730 км². Протяжённость Ботсваны в направлении с северо-востока до юго-запада составляет 1110 км, с юго-востока до северо-запада — 960 км. Страна имеет общие границы на юге и юго-востоке с ЮАР (1840 км), на севере и западе — с Намибией (1360 км), на северо-востоке — с Замбией (менее 1 км) и Зимбабве (813 км). Общая протяжённость границ составляет 4013 км.

### Климат

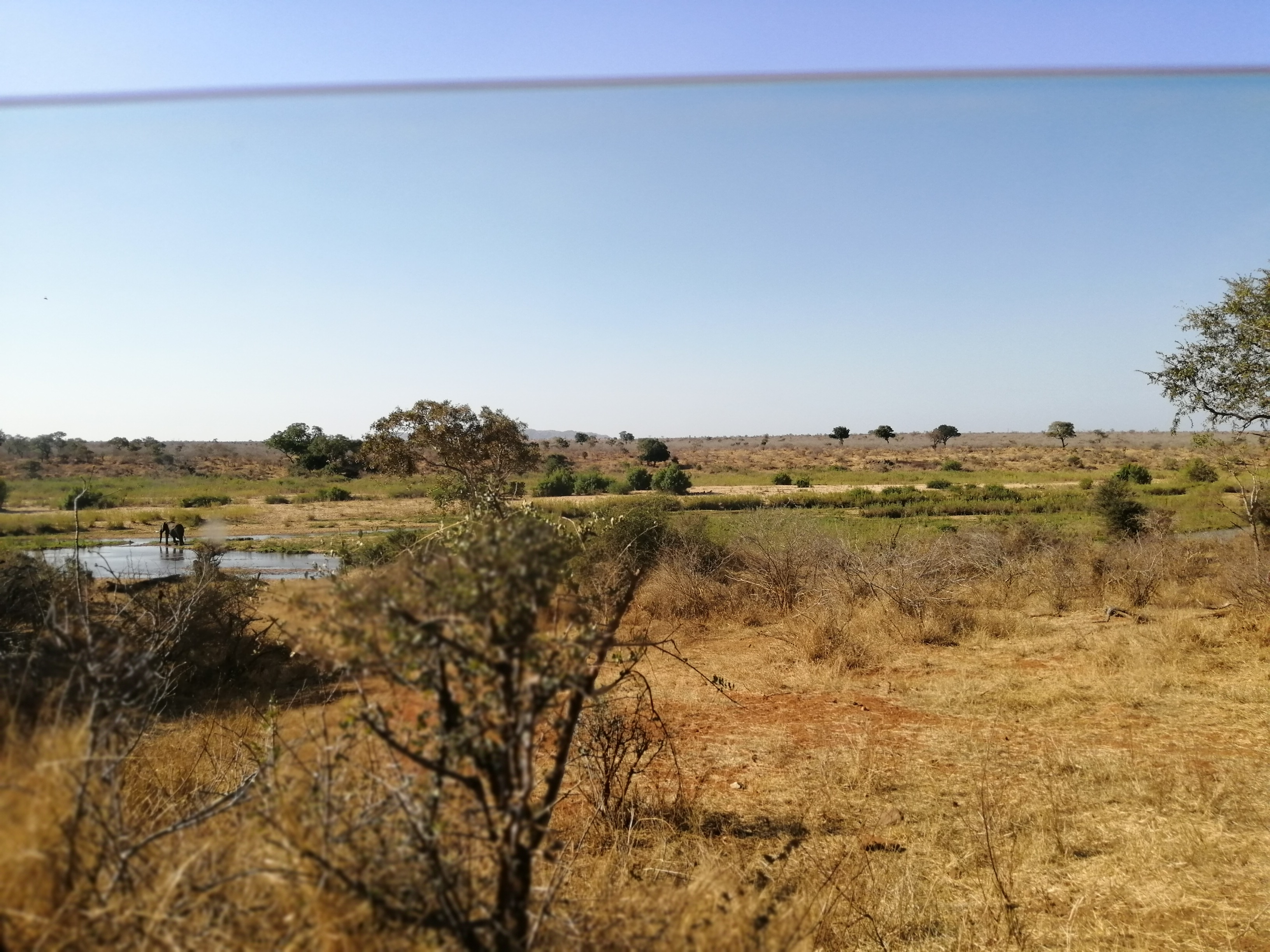
Природа страны

Бо́льшая часть страны расположена в поясе субтропического климата с резко выраженными чертами континентальности. Средний максимум температуры в январе составляет 33 °C, в июле — 22 °C, средний минимум — 18 °C в январе и 5 °C в июле. Средняя температура января — от 22 до 27 °C, июля — от 14 до 16 °C, суточные амплитуды температур достигают 22 °C, зимой (с июня по сентябрь) бывают заморозки. Во многих районах наиболее жарким месяцем является октябрь, а с началом сезона дождей, который в большинстве районов приходится на ноябрь — март, средние температуры снижаются на 1,5—2 °C.
Среднегодовое количество осадков составляет 460 мм, варьируясь от 127 мм на юго-западе до 635 мм на северо-востоке. Почти все осадки выпадают в летние месяцы (с декабря по март). Относительная влажность воздуха в летние месяцы составляет 60—80 % утром и 30—40 % в полдень, в зимние — 40—70 % утром и 20—30 % в полдень. В августе начинаются сезонные ветра западного направления, часто переходящие в песчаные бури.

### Рельеф
70 % Ботсваны расположено на территории пологой бессточной впадины Калахари. Наивысшая точка в холмах Цодило (1489 м), самая низкая — в районе слияния рек Лимпопо и Шаше (513 м).
Обширное плато со средней высотой в 1200 м, простирающееся от севера Канье до границы с Зимбабве, делит страну на две топографические области. Восточная область представляет собой холмистый район с преобладающими кустарниками и травяным покрытием. К западу от плато лежат болота Окаванго и пустыня Калахари.

### Почвы
Почвы восточной и центральной части страны состоят из сухих, красных глинистых почв моката, встречающихся на равнинах, либо смешанных меловых и песчаных почв саваны с коричневатыми скалистыми почвами селоко, встречающихся на холмах и в их окрестностях. Почвы селоко являются лучшими в Ботсване для выращивания зерновых культур. Плодородность почв ограничена малым количеством осадков. Аллювиальные почвы на месте древнего озера включают в себя серые глинистые почвы в заболоченных местах, серо-зелёные солевые почвы на больсонах, от серых глинистых почв до желтоватых песчаных почв вокруг заболоченных мест, меловые светло-серые почвы вокруг больсонов. Есть также области серых и чёрных глинистых почв в прежде влажных местах.

### Водные ресурсы

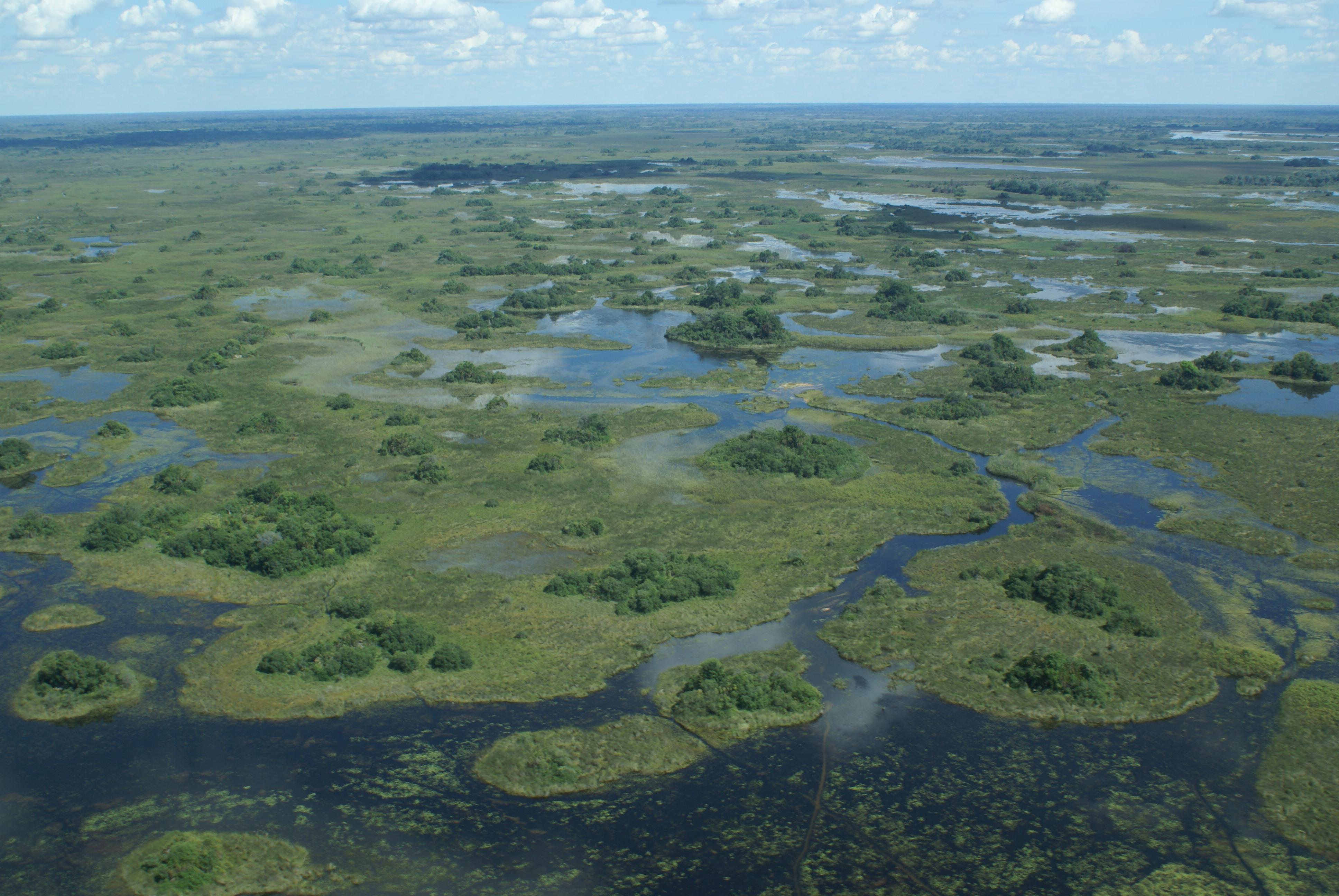
Дельта Окаванго

Крупнейшей рекой Ботсваны является Окаванго. На северо-западе страны находится её нижнее течение и обширная внутриматериковая дельта площадью около 16 тыс. км² (при разливе — до 22 тыс. км²). Дельта Окаванго изобилует озёрами, крупнейшим из которых является солоноватое озеро Нгами. Из дельты существует нерегулярный сток по пересыхающей реке Ботети (Ботлетле) через солёное озеро Цкау в один из крупнейших в мире солончаков — Макгадикгади (площадью около 40 тыс. км²). В наиболее дождливые годы из дельты Окаванго существует также сток в реку Замбези.
На юго-востоке страны протекают левые притоки реки Лимпопо, протекающей по границе с ЮАР; на северо-востоке — правые притоки реки Чобе, протекающей вдоль северной границы. На остальной территории существуют лишь пересыхающие реки, наполняющиеся водой только в сезон дождей, а также бессточные солёные озера. Большинство рек Ботсваны имеют истоки в ЮАР либо Анголе.
В стране имеется 2,9 км³ возобновляемых водных источников, из которых 46 % используется для нужд сельского хозяйства. Почти всё городское население и 90 % сельских жителей имеют доступ к чистой воде.

### Полезные ископаемые
В недрах страны содержится большое количество полезных ископаемых; обнаружены месторождения алмазов, золота, нефти, никеля, меди, марганца, кобальта, свинца, цинка, каменного угля, асбеста, серы, талька, брома. Имеются также месторождения кальцинированной и каустической соды, платины, урана, поваренной соли, серебра и хрома.
Наибольшее значение для экономики среди полезных ископаемых имеют алмазы. В 1967 году у посёлка Орапа в 240 км от города Франсистауна была найдена первая кимберлитовая трубка, затем трубки были обнаружены в районах Летлхакане и Цваненга. Ботсванские алмазы известны благодаря высокому качеству, 30 % из них используются для производства ювелирных изделий.
Среди других крупных месторождений полезных ископаемых: залежи медно-никелевой руды у города Селеби-Пикве и высокосортного каменного угля у посёлка Ммамабула.

### Флора и фауна

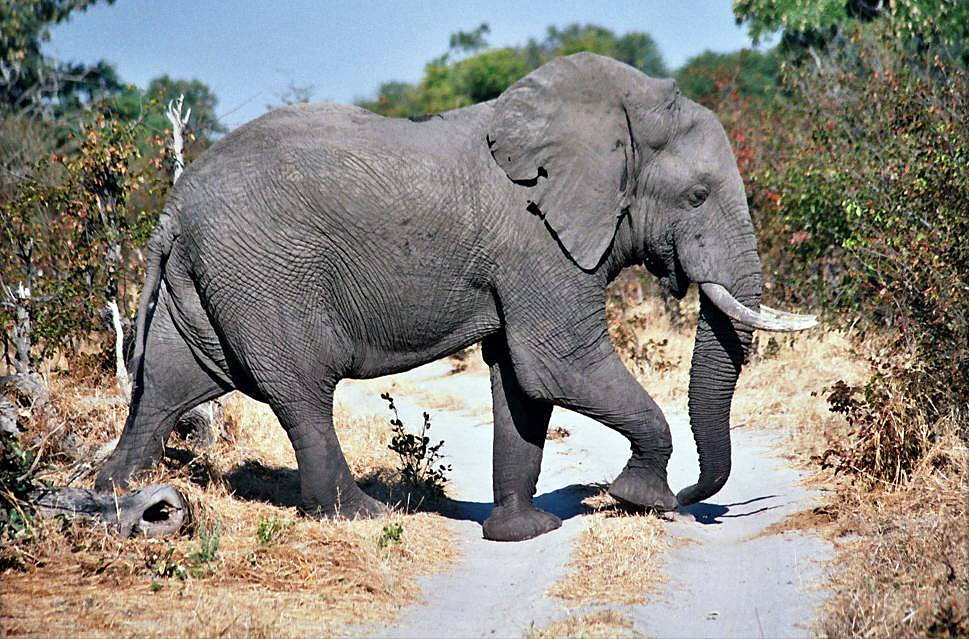
Слон в заказнике Мореми

Бо́льшую часть страны занимают опустыненные древесно-кустарниковые саванны. На юго-западе страны распространены песчаные полупустыни с суккулентными кустарниками и полукустарниками. У самой границы с ЮАР встречаются «живые камни», представители суперсуккулентного рода литопс. В восточной и северной частях Ботсваны развиты злаковые саванны, частично используемые для выпаса скота и земледелия. Эти районы подвержены негативному воздействию эрозии и засоления почв. Крайний север страны занимают редколесья и парковые саванны, в которых распространены акации, баобабы, марула, коммифора, хлебное дерево и другие. Здесь также, но в меньшей степени представлены галерейные леса по долинам рек. Для дельты Окаванго характерны тропические болота из тростника, папируса и слоновой травы.
Животный мир страны относится к Южно-Африканской подобласти Эфиопской области. Он богат и разнообразен: слоны (крупнейшая популяция в мире), львы, леопарды, гепарды, шакалы, гиены (бурая и пятнистая), зебры, буйволы, жирафы, разнообразные антилопы (гну, канна, конгони, орикс, большой куду, спрингбок, стенбок, дукеры и другие).
Многочисленны птицы (африканский страус, дрофы чёрная и хохлатая и другие), ящерицы, змеи (питоны, щитковые кобры, чёрные мамбы и другие). Из членистоногих обычны скорпионы.
В реках и озёрах Ботсваны обитает большое число видов рыб — в частности, распространены тигровая рыба, тиляпии, африканский клариевый сом, барбусы и многие другие. Эндемиком Ботсваны является рыба Petrocephalus magnitrunci, относящаяся к семейству мормировых и обитающая только в реке Боро (Boro) — части дельты Окаванго. Также в реки Ботсваны интродуцирован сазан, большеротый окунь, тиляпия нильская.
Наиболее богат животный мир дельты Окаванго, где обитают бегемоты, антилопа ситатунга и рыжий личи, водяные козлы, африканский коршун-рыболов, африканская рыбная сова, осоед, зимородки, фламинго, аисты, ибисы, несколько видов цапель, уток, блестящие чирки, крокодилы. В целом, в дельте реки зафиксировано 500 видов птиц, 89 — рыб, 128 — млекопитающих, 150 — пресмыкающихся и земноводных.

### Охраняемые территории

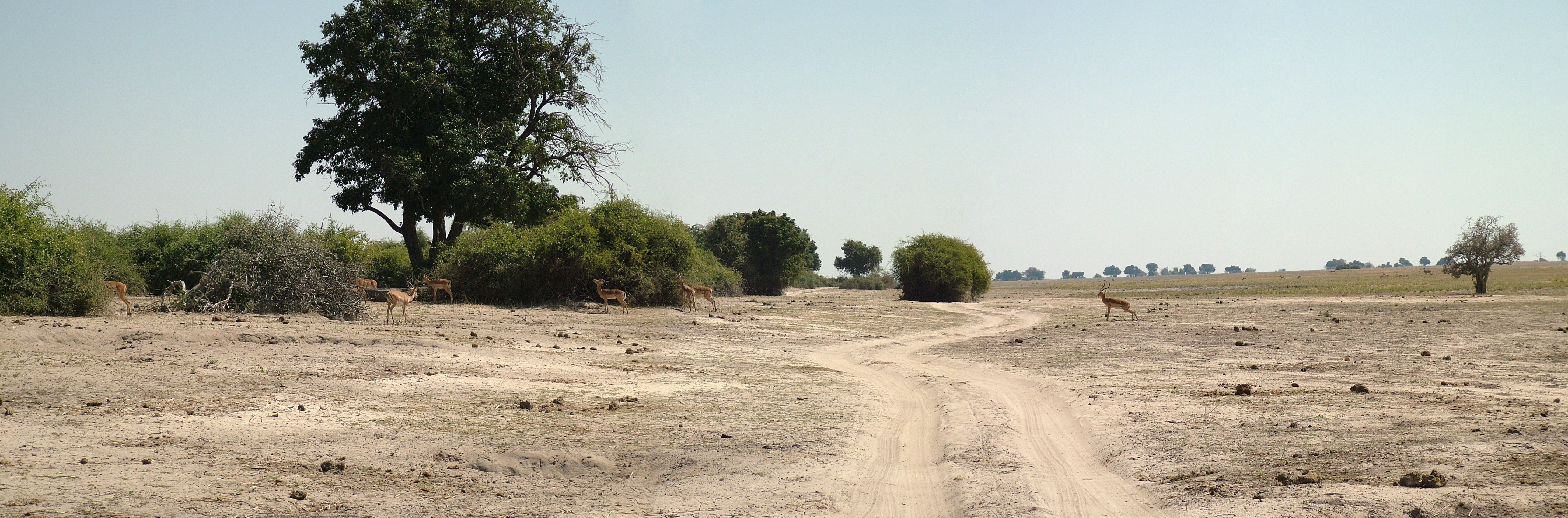
Национальный парк Чобе

В связи с растущими темпами развития животноводства и негативным воздействием ряда антропогенных факторов, угрожающих растительности и диким животным, в Ботсване для охраны окружающей среды был создан ряд заповедников и национальных парков, занимающих около 18 % от общей площади страны. Наиболее крупными из них являются:
- Заповедник Сентрал-Калахари (площадь — 52 800 км²) является крупнейшим в мире по площади заповедником[25]. Был основан в 1961 году в центре страны, охраняет природные комплексы саванн и пустынь с их характерной фауной. Кроме того, территория заповедника является домом для кочевого племени сан (бушмены)[26];
- Национальный парк Чобе (площадь — 10 566 км²) был объявлен национальным парком в 1967 году (до этого имел статус заповедника). Парк известен своим биоразнообразием, на его территории наблюдаются четыре различные экосистемы, проживает самая крупная в мире популяция слонов[27];
- Заказник Мореми, расположенный в восточной части дельты Окаванго и занимает территорию площадью 4871 км²[28];
- Пещеры Гчвихаба, расположенные на территории Северо-Западного округа[29].

### Города

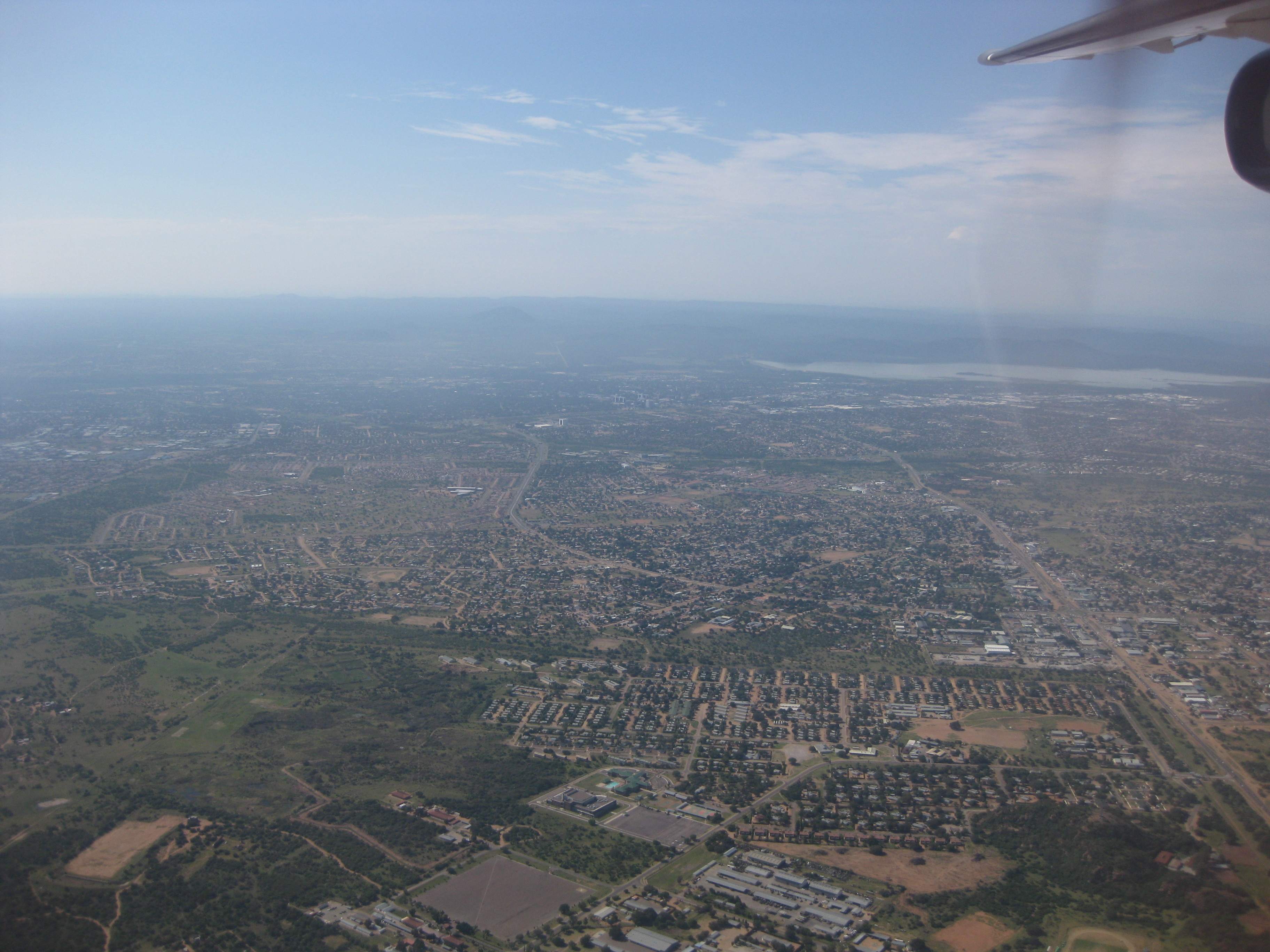
Снимок Габороне с воздуха

В стране наблюдается очень высокий темп урбанизации: если в 1981 году городское население составляло всего 18 % жителей, то 2005 году — уже 53,6 %. По оценкам Организации Объединённых Наций, рост населения городов в 2000—2005 годах составлял 2,2 %. Крупнейшим городом страны является её столица Габороне с 199 600 жителей (2004). Другие крупные города (в скобках дано население на 2004 год): Франсистаун (89 100 жителей), Молепололе (58 600 жителей), Селеби-Пикве (53 500 жителей), Маун (47 000 жителей).

## История

### Ранняя история
Первыми территорию нынешней Ботсваны заселили охотники и собиратели, говорившие на койсанских языках. Стоянки древних людей, обнаруженные в холмах Цодило, относятся примерно к XVIII веку до н. э. В последние несколько веков до н. э. некоторые племена на севере стали переходить к животноводству, используя под пастбища сравнительно плодородные земли вокруг дельты Окаванго и озера Макгадикгади.
В начале нашей эры в Южную Африку со стороны экватора пришли земледельцы-банту, с появлением которых начинается железный век. Первые памятники железного века в Ботсване относятся примерно к 190 году н. э. и связаны, вероятно, с народами банту из долины Лимпопо. К 420 году н. э. относятся остатки небольших домов, похожих на ульи, в поселении возле Молепололе, похожие находки VI века есть на холмах Цодило.
Примерно с 1095 года началось распространение культуры Моритсане, связанной с юго-востоком Ботсваны: её носителями были племена группы сото-тсвана, которые хотя и принадлежали народам банту, занимались скорее разведением животных, чем земледелием. С материальной точки зрения эта культура также сочетала черты старых культур верхнего неолита (вроде Бамбата) и бантуской культуры восточного Трансвааля (Лейденбергская культура). Распространение культуры Моритсане связано с ростом влияния вождей кгалагади.
На востоке и в центре страны большим влиянием в VII—XIII веках обладали вожди народа тутсве, которые вели активную торговлю с восточным побережьем реки Лимпопо. В XIII веке это образование перешло под контроль государства Мапунгубве, а позже — Большого Зимбабве.
Примерно с IX века началось проникновение других племён банту, предков нынешних байейи и мбукушу, на северо-запад страны.
В XIII веке начали набирать силу вожди сото и тсвана в западной части Трансвааля. Вожди племени баролонг начали оказывать серьёзное давление на племена кгалагади, заставляя их либо подчиняться, либо уходить дальше в пустыню. К середине XVII века власть вождей баролонг-кгалагади распространялась на земли вплоть до нынешней Намибии, а новости об их конфликтах с готтентотами (кой-кой) из-за медных рудников доходили даже до голландских поселенцев в Капской колонии.
К XVI веку относится выделение собственно тсвана под властью династий Хурутше, Квена и Кгатла, основавших в конце XVII века королевство Нгвакетсе, подчинив себе племена кгалагади и баролонг. Вскоре им пришлось столкнуться с внешней угрозой: вначале они подверглись нападению племён, ушедших от европейского влияния на юго-западе, а позже тсвана пришлось столкнуться с последствиями Мфекане, связанного с распространением влияния зулусов. В 1826 году произошли стычки тсвана с кололо, убившими вождя Макабу II. Тсвана удалось изгнать кололо дальше на север, где они ненадолго поселились. Кололо доходили на западе до нынешней Намибии (где им нанесли поражение гереро), а на севере — до земель лози в верховьях Замбези.

### Протекторат

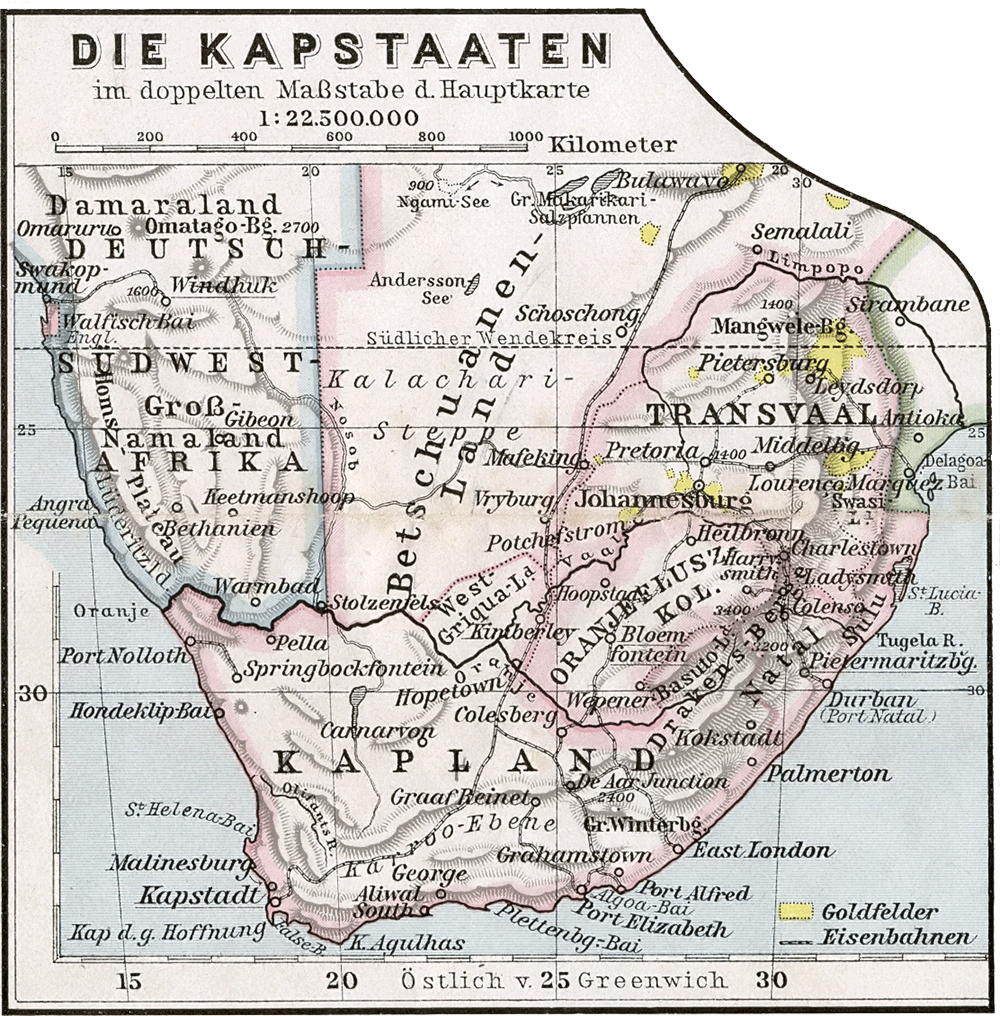
Немецкая карта Южной Африки 1905 года. Бечуаналенд ещё не поделён на северную (протекторат) и южную части

В 1840-х годах, после окончания войн, государства тсвана — Нгвакетсе, Квена, Нгвато и Тавана — стали укреплять своё влияние в регионе, а также торговать слоновой костью и страусиными перьями с Капской колонией на юге. В то же время на территории Ботсваны начали действовать европейские миссионеры. Наиболее влиятельными вождями тсвана того времени были Сечеле (правил в 1829—1892 годах), который был союзником британцев и принял христианство под влиянием Давида Ливингстона, а также Кхама III (правил в 1872—1873 и 1875—1923 годах), который также был союзником британцев. Последние использовали его земли для того, чтобы обходить враждебные бурские республики (Трансвааль и Оранжевое Свободное государство) и королевства шона и ндебеле.

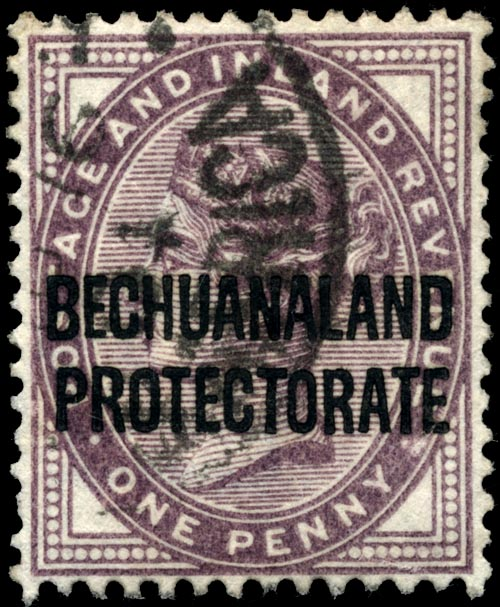
Марка с надпечаткой, используемая в Бечуаналенде в 1897 году

В 1867—1869 годах в стране началась добыча золота в Тати, вблизи от Франсистауна, однако из-за открытия алмазов в Южной Африке золотая лихорадка была кратковременным явлением. В 1880-х годах стала развиваться германская колонизация юго-запада Африки, напряжение в регионе нарастало, и в 1885 году вожди тсвана обратились к британской короне с просьбой о защите. 31 марта 1885 года был провозглашён протекторат Великобритании над землям тсвана, получившими название Бечуаналенд. Северная часть Бечуаналенда осталась под управлением английской короны, а южная — включена в Капскую колонию.
Британцы вначале предполагали, что протекторат Бечуаналенд будет временным образованием и впоследствии, как Басутоленд (Лесото) со Свазилендом, будет включён в состав Родезии или Южно-Африканского Союза, и поэтому даже административным центром протектората в 1895—1964 годах являлся Мафекинг, расположенный в Капской колонии. Специальных программ развития Бечуаналенда не предусматривалось. К тому же попытки реформирования и развития добывающей промышленности и сельского хозяйства вызывали резкий протест у вождей тсвана, не желавших усиления европейского влияния на своих землях.
Территория Бечуаналенда делилась на восемь самоуправлявшихся племенных резерваций и пять блоков поселений белого населения, которые имели статус коронных земель. Включение протекторатов в состав ЮАС постоянно откладывалось, и, в конце концов, когда в ЮАС начали вводить режим апартеида, было решено не объединять эти территории. В 1951 году был создан совместный консультативный совет, а в 1961 году — принята конституция, предусматривавшая создание законодательного собрания, имевшего право совещательного голоса.

### Независимая Ботсвана
Великобритания не хотела менять политическое устройство страны до тех пор, пока не началось самостоятельное развитие её экономики. В 1964 году колониальная администрация согласилась с возможностью провозглашения независимости. В 1965 году было введено самоуправление, а столица перенесена из Мафикенга в быстро отстроенный Габороне; в 1966 году была провозглашена независимая Республика Ботсвана. Первым премьер-министром стал Серетсе Кхама, один из лидеров движения за независимость и законный претендент на трон вождя племени бамангвато. Он был переизбран ещё дважды и скончался в 1980 году, занимая пост президента.
Экономика независимой Ботсваны была основана на экспорте продукции (в частности, в стране были найдены залежи алмазов). Чтобы получать от этого экспорта наибольшую выгоду, в 1969 году правительство добилось изменения условий таможенного договора с ЮАР. С 1969 года Ботсвана стала играть значимую роль в региональной политике, полагаясь на принципы антирасизма и либеральной демократии и противопоставляя их режиму апартеида в ЮАР. В 1974 году Ботсвана вместе с Замбией и Танзанией (позднее к ним присоединились Ангола и Мозамбик) создали Организацию прифронтовых государств против режимов в Южной Родезии, Намибии и ЮАР. В 1980 году она была преобразована в Конференцию по координации развития стран Южной Африки, которое с 1992 года известно как Сообщество развития стран Южной Африки (САДК).
После Кхамы президентом стал вице-президент Кветт Кетумиле Масире, также дважды переизбранный. Масире столкнулся как с внутренними проблемами (безработицей и большим экономическим разрывом в уровне жизни городского и сельского населения), так и с международными проблемами, когда войска ЮАР стали совершать набеги на прифронтовые государства. В результате двух набегов на Габороне в 1985 и 1986 годах были убиты 15 гражданских лиц. Дипломатические отношения с ЮАР были установлены только в 1994 году.
Масире ушёл в отставку в 1998 году, после чего лидером Ботсваны стал Фестус Могае. В 1998 году в страну прибыло около 2400 беженцев из Намибии, что отрицательно сказалось на отношениях двух стран. В 2008 году Фестус Могае досрочно ушёл в отставку, уступив пост вице-президенту и сыну первого президента страны Яну Кхаме. В 2018 году пост президента страны занял Мокветси Масиси.

## Политическое устройство

### Государственный строй
Ботсвана является демократической республикой с многопартийной системой.

#### Исполнительная власть
Главой государства, главой правительства и верховным главнокомандующим является президент, который избирается сроком на пять лет простым большинством национальной ассамблеи. Он имеет право назначать и освобождать от должности кабинет министров, а также вице-президента, решать вопросы войны и мира, созывать национальную ассамблею, накладывать вето на законопроекты, принятые парламентом.

#### Законодательная власть

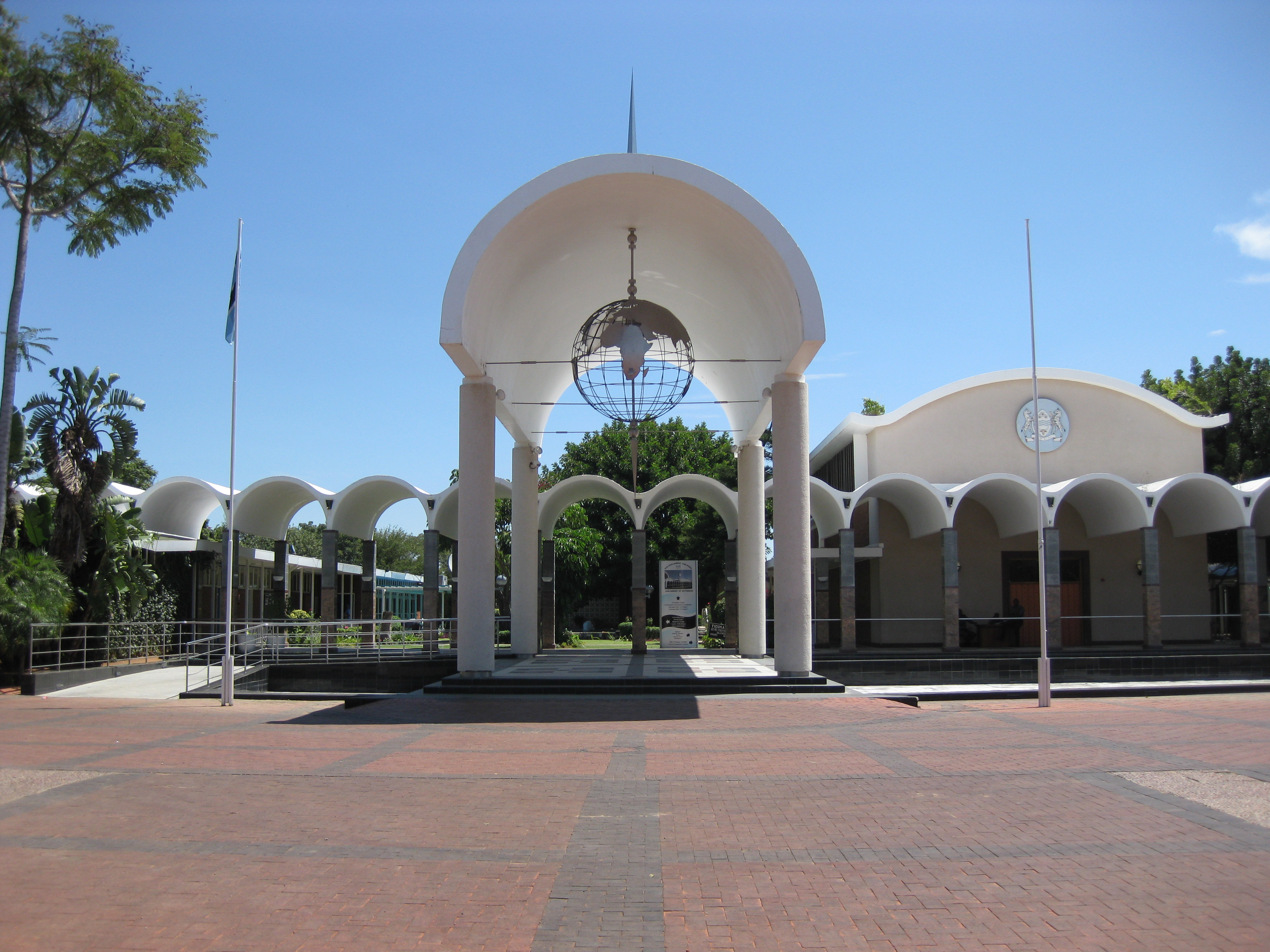
Здание парламента

Двухпалатный парламент Ботсваны состоит из национальной ассамблеи и палаты вождей. Национальная ассамблея состоит из 61 депутата, из которых 57 избираются в результате прямых выборов и 4 назначаются партией большинства. В случае непринятия решения национальная ассамблея может быть распущена президентом. Все члены парламента избираются сроком на пять лет. Палата вождей является, в основном, совещательным органом и состоит из тридцати пяти членов — восьми вождей наиболее крупных племён — пожизненных членов, двадцати двух — избираемых малыми округами сроком на пять лет и пяти — назначаемых президентом.

#### Судебная власть
Судебная система Ботсваны состоит из верховного суда, апелляционного суда и судов магистратур первого, второго и третьего классов. Министр юстиции назначается президентом страны и является председателем комиссии по юридической службе, которая представляет президенту для назначения кандидатуры судей. Юридическая система основана на римско-голландском и местном обычном праве. Также в стране работают местные деревенские советы кготла, на которых решения в результате обсуждения принимают жители.

### Политические партии
Наиболее влиятельной партией страны являлась в прошлом Демократическая партия Ботсваны (ДПБ), которая была основана ещё до обретения страной независимости под названием Демократической партии Бечуаналенда. Она выигрывала все выборы, которые проходили в Ботсване с 1966 года по 2019 годы, и все президенты страны до 1 ноября 2024 являлись её членами.
В настоящее время в стране зарегистрировано более десяти политических партий, наиболее значимой из которых является «Национальный фронт Ботсваны» (1965), который, наряду с «Альянсом за прогрессистов» и Народной партией Ботсваны, входит в левоцентристскую коалицию «В защиту демократических перемен» (ЗДП), а также Партия конгресса Ботсваны (1998), «Ботсванский патриотический фронт».

### Вооружённые силы
На ноябрь 2007 года в вооружённых силах Ботсваны числилось 9 тыс. человек, в том числе 94,4 % — армия. Затраты на военные цели составляют (2005) 3,0 % от ВВП или в денежном выражении на душу населения 177 долларов США на человека. Возраст военнообязанности составляет 18 лет. По оценке на 2005 год, количество мужчин в возрасте от 18 до 49 лет составляло 350 649 человек, из них годных к военной службе — 136 322 человека. Среднее ежегодное количество мужчин, достигающих возраста 18 лет, составляет 21 103 человека.

### Внешняя политика

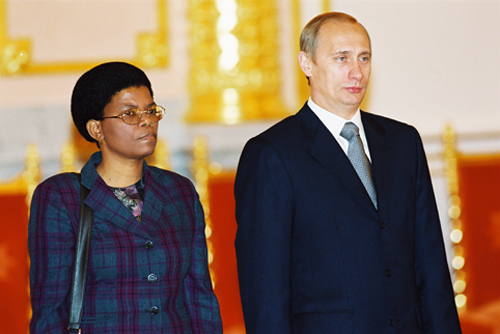
9 ноября 2000 года. Посол Ботсваны Наоми Эллен Маджинда вручает верительную грамоту В. В. Путину

В основе внешней политики Ботсваны лежит принцип неприсоединения. С 17 октября 1966 года страна является членом Организации Объединённых Наций и членом всех её специализированных агентств, кроме МАГАТЭ и ИМО. Ботсвана также является членом Африканского союза и Всемирной торговой организации, Южноафриканского таможенного союза, Преференциальной торговой зоны «Восточная и Южная Африка», Африканского банка развития, Содружества наций, Группы 77, Сообщества развития Юга Африки (САДК), подписала Конвенцию ООН по морскому праву. Входит в международную организацию стран АКТ.
Главными внешнеполитическими партнёрами Ботсваны являются государства - члены Сообщества развития стран Южной Африки (САДК), штаб-квартира которого расположена в Габороне. С другими государствами региона она сыграла важную роль в решении южно-родезийской проблемы, наладила тесные отношения с ЮАР после падения в ней режима апартеида. В 1990-х годах существовали пограничные конфликты с Намибией из-за использования водных ресурсов реки Окаванго. Правительство Намибии планировало использовать воды реки для обеспечения водой Виндхука, что, по мнению Ботсваны, привело бы неизбежно к уменьшению численности населения и популяции животных в дельте. После этого Намибия заявила свои претензии на остров Касикили/Седуду в Международном суде ООН, но в результате Ботсвана отстояла свои права на этот остров.
Дипломатические отношения между СССР и Ботсваной были установлены 6 марта 1970 года, с Россией — в декабре 1991 года.

## Административное деление

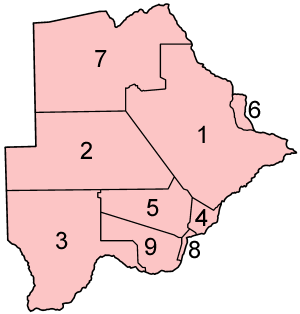
Округа Ботсваны

Административно территория Ботсваны делится на 9 округов:
1. Центральный округ;
2. Ганзи;
3. Кгалагади;
4. Кгатленг;
5. Квененг;
6. Северо-Восточный округ;
7. Северо-Западный округ;
8. Юго-Восточный округ;
9. Южный округ;

В свою очередь они делятся на 28 субокругов.

## Население

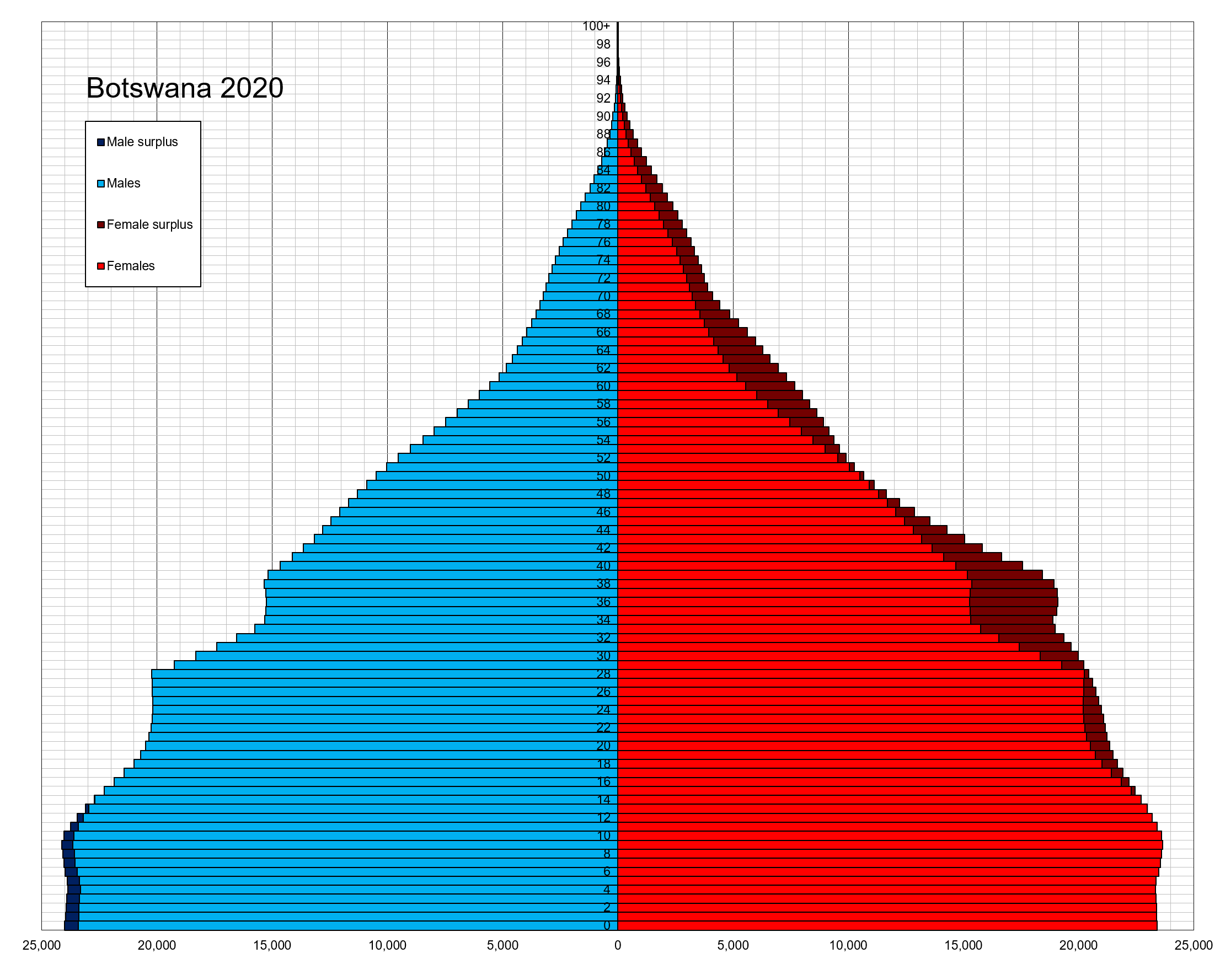
Возрастно-половая пирамида населения Ботсваны на 2020 год

В Ботсване последняя перепись населения была проведена 9—18 августа 2011 года. Население страны в 2011 году насчитывало 2 024 904 человека.

### Демографические данные

Бушмен-охотник

В национальном составе населения страны преобладает народ тсвана (80 %), далее идут: шона (10 %), ндебеле (1,7 %), гереро (1,4 %), бушмены (1,3 %), африканеры (1,3 %) и другие. Плотность населения — 3,2 человек на км². В городах проживает 53,6 % населения страны (2005).
В половом разрезе наблюдается незначительное преобладание женщин (50,07 %) над мужчинами (49,93 %) (2007). 35,8 % населения относится к возрастной группе до 15 лет, 33,7 % — от 15 до 29 лет, 16,3 % — от 30 до 44 лет, 8,7 % — от 45 до 59 лет, 3,9 % — от 60 до 74 лет, 1,2 % — от 75 до 84 лет, 0,4 % — 85 лет и выше (2007). Средняя продолжительность жизни (2007): 51,6 лет (мужчины), 49,6 лет (женщины).
Рождаемость — 23,2 на 1000 жителей (2007), смертность — 13,6 на 1000 жителей (2007). Естественный прирост — 9,6 на 1000 жителей (2007). Суммарный коэффициент рождаемости (2007) — 2,73 ребёнка на одну женщину. По оценке 2007 года, 23,9 % взрослого населения (15—49 лет) заражено вирусом иммунодефицита.
Экономически активное население составляет 587 882 человека (2001), то есть 35,0 % от общего населения. 57,6 % от экономически активного населения составляют рабочие в возрасте от 15 до 64 лет, количество женщин — 43,8 % от экономически активного населения. Безработица составляет более 20 % (2004).

### Религия
Приблизительно 70 % населения страны — христиане, среди которых наиболее распространены англикане, методисты и приверженцы Объединённой конгергациональной церкви Южной Африки. Также представлены лютеране, католики, мормоны, адвентисты седьмого дня, Свидетели Иеговы, баптисты, Голландская реформатская церковь, меннониты и другие христианские конфессии.
Пятидесятники (43 тыс.) объединены в Пятидесятническую протестантскую церковь (36 тыс.), Пятидесятническую церковь святости, Ассамблеи Бога, Церковь Бога во Христе,
Согласно переписи 2001 года ислам в Ботсване исповедуют около 5 000 человек — преимущественно выходцев из Южной Азии, 3 000 исповедуют индуизм, около 700 — религию бахаи. 6 % населения практикует бадимо — местные традиционные верования. Приблизительно 20 % населения не исповедуют никакой религии.

### Языки
Официальными языками страны являются английский и тсвана. Население также говорит на других языках, наиболее распространёнными из которых являются:
- каланга — 150 тыс. носителей языка (2004) в Северо-Восточном округе, восточной части Центрального округа, наиболее распространён диалект лилима;
- кгалагади — 40 тыс. чел. (2004);
- гереро — 31 тыс. носителей языка (2006) в Северо-Западном округе, Центральном округе, округе Ганзи, округе Кгалагади, округе Кгатленг;
- африкаанс — 20 тыс. чел. (2006) в округе Ганзи, в южной части округа Кгалагади (особенно вблизи с границей ЮАР), в округе Квененг в Такатокване;
- мбукушу — 20 тыс. чел. (2004) в Северо-Западном округе;
- йейи — 20 тыс. носителей языка (2004) в Северо-Западном и Центральном округах;
- ндебеле — 17 тыс. чел. (2006) в Северо-Восточном округе;
- бирва — 15 тыс. чел. (2004) в субокруге Бобононг Центрального округа;
- намбья — 15 тыс. чел. (2004);
- лози — 14 тыс. человек (2004);
- зезуру — 11 тыс. чел. (2004);
- наро — 10 тыс. чел. (2004) в округе Ганзи.

## Вооружённые силы
Задачей обеспечения территориальной целостности страны занимаются Силы обороны Ботсваны. Помимо этого, они решают вопросы по борьбе с браконьерством и осуществлением миротворческих и гуманитарных операций в разных точках земного шара.
На 2018 год траты на оборону составляли 2,94 % от ВВП страны.

## Экономика

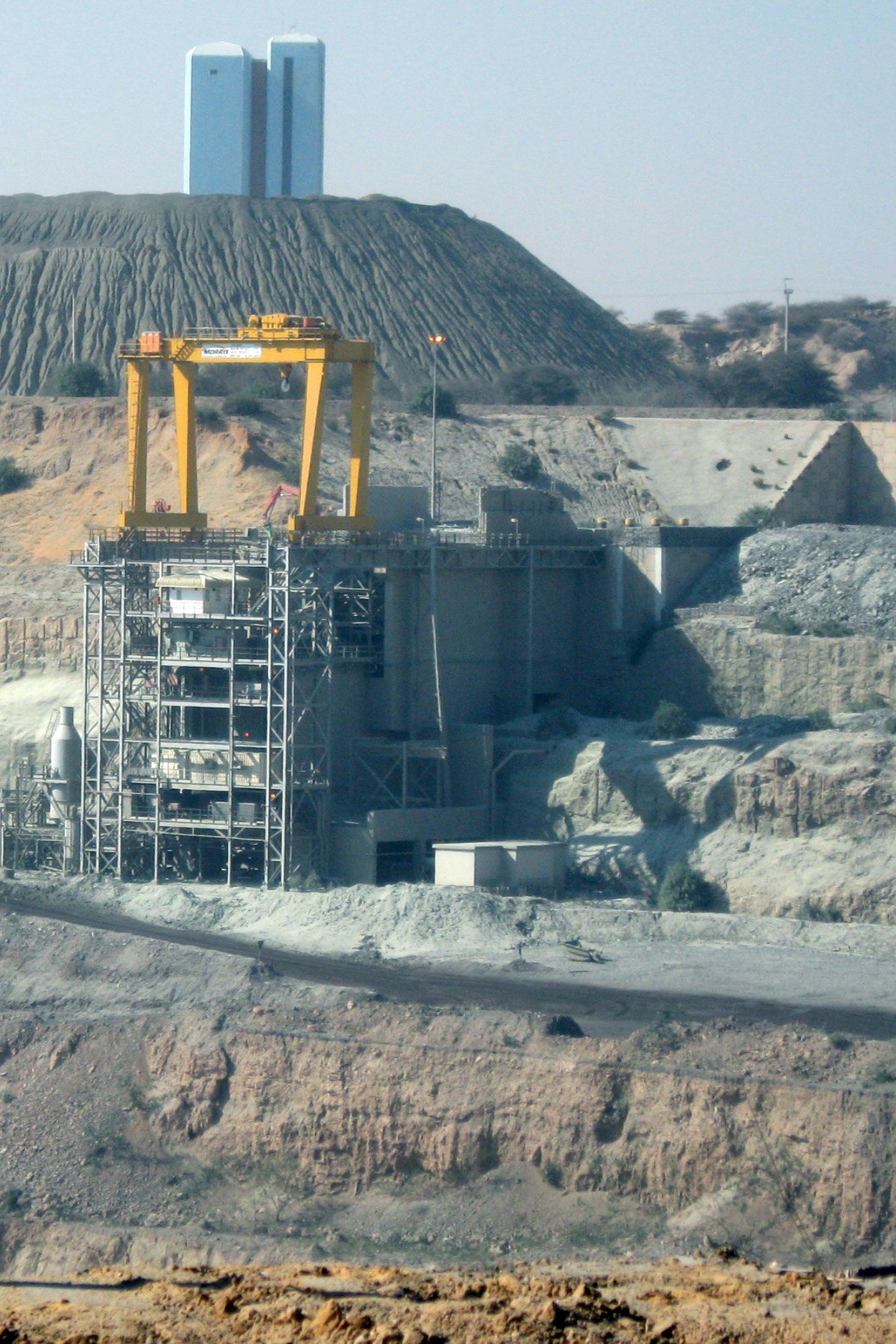
Алмазный рудник Джваненг

Валовый национальный продукт составляет 10 991 млн долларов США (2007), 5840 долларов США на душу населения, по ППС 12 420 долларов США на душу населения. Доходная часть бюджета (2005—2006) составляет 21 697 300 000 пул, расходная — 20 122 200 000 пул. Официальный уровень безработицы составляет 23,8 %, однако действительный — ближе к 40 %.
История развития экономики Ботсваны считается одной из наиболее успешных в Африке. Экономика страны практически полностью была основана на животноводстве до 1970-х годов, когда Ботсвана стала экспортёром алмазов и других полезных ископаемых. Быстрый рост алмазной добычи позволил Ботсване достичь высокого экономического роста в 1966—1997 годах (средний годовой рост — 9,2 %), после чего на экономику страны повлиял Азиатский финансовый кризис. В 2000 году уровень роста экономики составил 7,7 %, инфляция — 10 %. В 2004 году инфляция составляла 7 %. Несмотря на сравнительно развитую инфраструктуру с хорошими дорогами, системой коммуникаций в стране имеется нехватка технических навыков среди рабочей силы.
Основные товары, производимые в стране (в год):
- земледелие (2007): корневые и клубневые — 93 000 т, сорго — 33 000 т, бобовые — 17,500, кукуруза — 12 000 т, зёрна подсолнечника — 7 000 т.;
- животноводство и рыболовство (2007): поголовье КРС — 3 100 тыс., 1 960 тыс. коз, 300 тыс. овец, производство шерсти (2005) — 765 750 м³, продукция рыболовства (2005) — 132 т.;
- добыча полезных ископаемых (2006): сода — 255 677 т, никелевые руды (содержание металла) — 38 000 т, медные руды (содержание металла) — 24 300 т, алмазы — 34 293 000 карат;
- производство (2004): напитки — $50 млн, моторные средства передвижения (1997) — $33 млн, текстиль — $12 млн, кожа — $2 млн.

| Сектор                              | 2004—2005      | 2004—2005     | 2001               | 2001                               |
| Сектор                              | Объём, млн пул | Доля в ВВП, % | Количество занятых | Доля в общем количестве занятых, % |
| ----------------------------------- | -------------- | ------------- | ------------------ | ---------------------------------- |
| Сельское хозяйство                  | 994            | 2,2           | 55 300             | 9,9                                |
| Разработка полезных ископаемых      | 14 767         | 33,3          | 13 099             | 2,3                                |
| Производство                        | 1787           | 4,0           | 38 968             | 7,0                                |
| Строительство                       | 2356           | 5,3           | 58 572             | 10,5                               |
| Коммунальное хозяйство              | 1214           | 2,7           | 3837               | 0,7                                |
| Транспорт и коммуникации            | 1566           | 3,5           | 15 213             | 2,7                                |
| Торговля, гостиничное дело          | 5168           | 11,7          | 73 837             | 13,2                               |
| Финансы и недвижимость              | 5279           | 11,9          | 30 061             | 5,4                                |
| Государственное управление, оборона | 6885           | 15,5          | 69 960             | 12,5                               |
| Услуги                              | 1711           | 3,9           | 86 299             | 15,4                               |
| Другое                              | 2600           | 5,9           | 113 607            | 20,3                               |
| Итого                               | 44 327         | 100,0         | 558 753            | 100,0                              |

### Промышленность

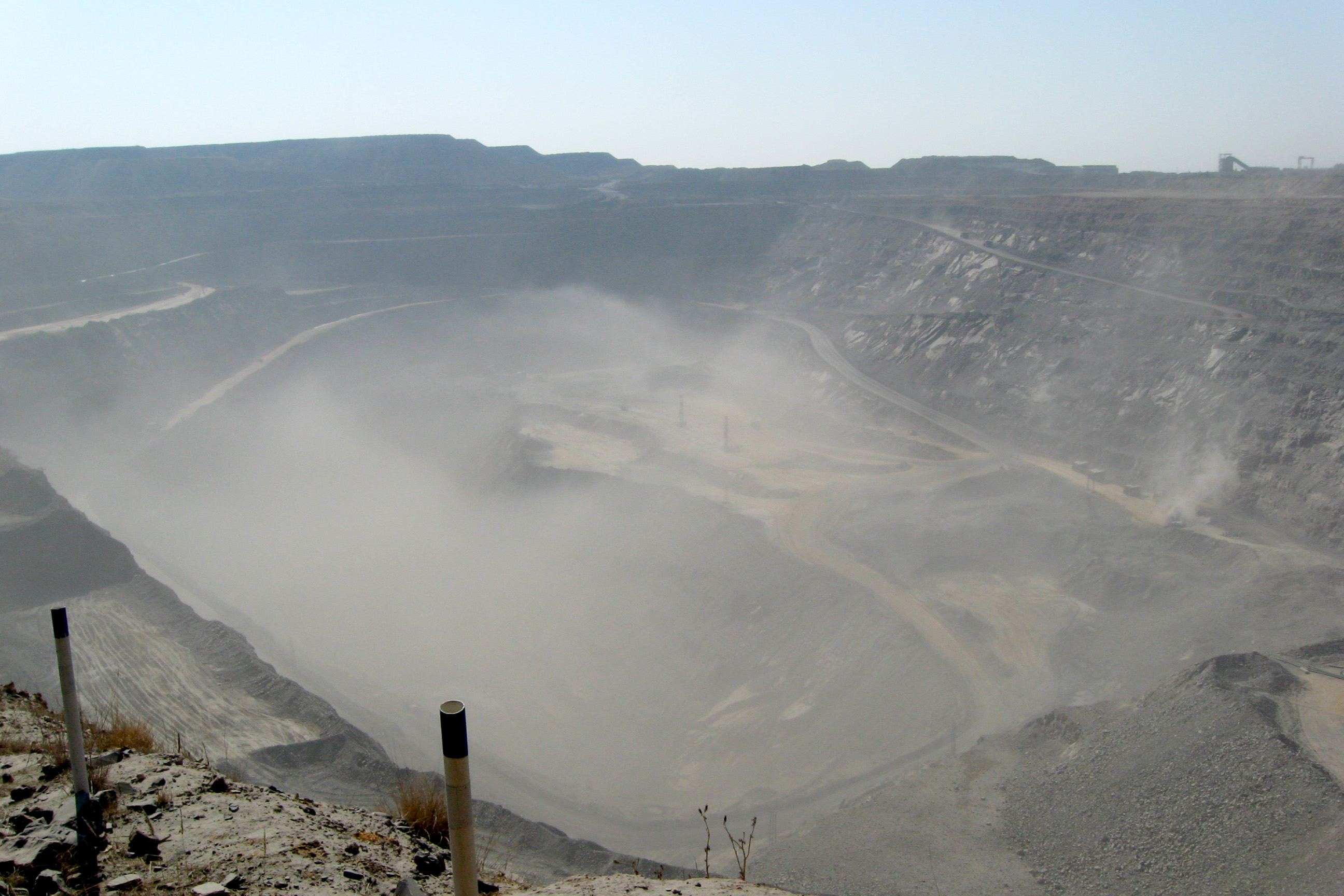
Алмазный карьер в Джваненге

Основой экономики страны является добыча алмазов, которая в 2000 году составляла 33 % ВВП, 45 % доходной части бюджета и 75 % экспорта страны. Ботсвана является одним из ведущих в мире производителей алмазов, занимая первое место в мире по стоимости добытых алмазов. В стране находится самый крупный алмазный карьер — Джваненг. Их добыча началась в 1971 году в сотрудничестве с компанией «De Beers». В 2006 году общее производство алмазов в стране составило 34 293 тыс. карат. В 2015 году на месторождении, расположенном в северной части Центральной Ботсваны, был найден алмаз «Наш свет» массой 1111 карат — крупнейший за последние сто лет и второй по величине за всю историю добычи алмазов в мире.
Ботсвана также производит медно-никелевые руды, уголь, соду, имеет запасы платины, золота и серебра.
В Ботсване есть небольшой, но динамично развивающийся производственный сектор, составляющий 4 % от ВВП. В течение 1990-х годов уровень роста этого сектора составлял, в среднем, 3,8 %. Производство, в основном, специализируется на выпуске текстиля, напитков, химических веществ, металлов, пластиков и электротехнической продукции. Несмотря на динамичные темпы роста производства, оно ограничено малым внутренним рынком страны, недостаточно развитой инфраструктурой, зависимостью от импорта и неквалифицированной рабочей силой.

### Сельское хозяйство
Из всей территории страны лишь 0,7 % занимают пахотные земли. Основными проблемами сельского хозяйства являются традиционные методы его ведения и частая засуха. Основная часть сельскохозяйственных земель находится на востоке страны. Основными взращиваемыми зерновыми культурами являются сорго, кукуруза и просо, также в меньшем объёме выращивают вигну, бобовые и другие культуры. В 2007 году было произведено 33 000 т сорго и 12 000 т кукурузы, однако производство сорго и зерна обеспечивает лишь 10 % для потребления. Так, в 2001 году Ботсвана импортировала 174 198 т злаков общей стоимостью около $53 млн. Основной импорт зерна идёт из Зимбабве и ЮАР. В стране действует ряд правительственных программ, направленных на поддержку фермерских хозяйств. Проводятся исследования для ведения сельского хозяйства без причинения вреда почве, повышения урожайности зерна.
Животноводство также является значимым сектором экономики — мясная продукция, бо́льшая часть которой продаются в ЮАР и Западную Европу, является одной из главных статей экспорта.

### Энергетика
Основную часть электроэнергии, производимой в стране, вырабатывает компания «Botswana Power Corporation», которая была основана в 1970 году. Наиболее крупные ТЭС в стране расположены в Моруполе (мощность — 123 МВт) и в Селеби-Пхикве (60 МВт).
Общее производство электроэнергии на 2000 год составило 500 млн кВт·ч, что превышало уровень 1972 года в 15 раз, в том же году потребление электроэнергии составило 1500 млн кВт·ч. В 2005 году производство электроэнергии составило 912 млн кВт·ч, потребление — 2 602 млн кВт·ч. С 1990-х годов энергетическая система страны входит в единую энергосистему юга Африки, большая часть потребляемой электроэнергии импортируется из ЮАР. Производство угля, который, в основном, добывается в Моруполе, практически обеспечивает внутренние потребности и составляло 888 тыс. т в 1998 году, 962 тыс. т — в 2006 году.

### Транспорт и коммуникации

Аэропорт в Габороне

Протяжённость железных дорог составляет 888 км (2002), ежегодный перевоз пассажиров составляет 106 млн пассажиро-километров, грузов — 747 млн тонно-километров (2001). Основной железной веткой длиной в Ботсване 641 км является дорога, идущая из южноафриканского Кейптауна до Булавайо в Зимбабве, соединяющая Лобаце, Габороне и Франсистаун. Две ветки общей протяжённостью 71 км соединяют угольные шахты Морупуле и медно-никелевый комплекс в Селеби-Пикве с основной веткой. В 1991 году была построена ветка длиной 165 км, соединяющая Суа-Пан и Франсистаун. Основным оператором железных дорог является компания «Botswana Railways».
Общая протяжённость автомобильных дорог составляет 24 455 км, из которых 33 % — с твёрдым покрытием. Битумные дороги были продлены до границ с Замбией и Зимбабве, чтобы снизить экономическую зависимость Ботсваны от ЮАР. Через Ботсвану проходит трансафриканское Шоссе Каир-Кейптаун. В 2005 году в стране было зарегистрировано 82 056 автомашин, 74 387 грузовиков и автобусов.
По состоянию на 2001 год, в стране имеется 92 аэропорта и взлётных площадок, из которых 10 — с взлётно-посадочной полосой с твёрдым покрытием. Государственная компания «Air Botswana» осуществляет регулярные рейсы из Франсистауна, Габороне, Мауна и Селеби-Пикве. Производятся международные рейсы в Йоханнесбург, Мбабане и Хараре. Перевоз пассажиров в год этой компанией составляет 96 млн пассажиро-километров, грузов 300 тыс. тонно-километров.
На 1000 жителей страны приходится 758 сотовых и 78 стационарных телефонов (2007), 49 персональных компьютеров (2005), 43 пользователя сети Интернет (2007).

### Туризм
Доходы от туризма в 2000 году составляли 313 млн долларов США, в 2006 году — 537 млн долларов США. Среди туристов наиболее популярны национальные парки и заповедники страны, пустыня Калахари, холмы Цодило. По состоянию на 1999 год, в стране было 2100 гостиничных номеров с 3720 кроватями. В 1999 году Ботсвану посетили 843 314 туристов, 720 000 из которых приезжали из других стран Африки. В 2003 году государственный департамент США оценил день пребывания в Габороне на 129 долларов США, в Касане — 125 долларов США, в других регионах — 50 долларов США.

### Денежная единица
Пула была введена в качестве валюты Ботсваны в 1976 году, заменив в денежном обращении южноафриканский рэнд. Одна пула равняется 100 тхебе. В обращение были введены монеты номиналом 1, 5, 10, 25, 50 тхебе и 1 пула и банкноты номиналом 1, 2, 5, 10 и 20 пул.

### Внешнеэкономические связи
Импорт (2005): 3 247 000 долларов США (машинное оборудование и аппараты — 16,3 %, питание, напитки и табак — 13,7 %, минеральное топливо — 13,3 %, транспортное оборудование — 12,5 %, химическая и резиновая продукция — 11,9 %). Основные экспортёры: страны Южноафриканского таможенного союза — 85,1 %, страны Европы — 6,5 %, Зимбабве — 1,5 %.
Экспорт (2005): 4 395 000 долларов США (алмазы 75,1 %, медно-никелевые руды — 10,3 %, текстиль — 5,0 %, мясная продукция — 1,7 %). Основные импортёры: страны Европы — 77,0 % (из которых Великобритания — 75,7 %), страны Южноафриканского таможенного союза — 9,0 %, Зимбабве — 4,1 %.

## Социальная сфера

### Образование

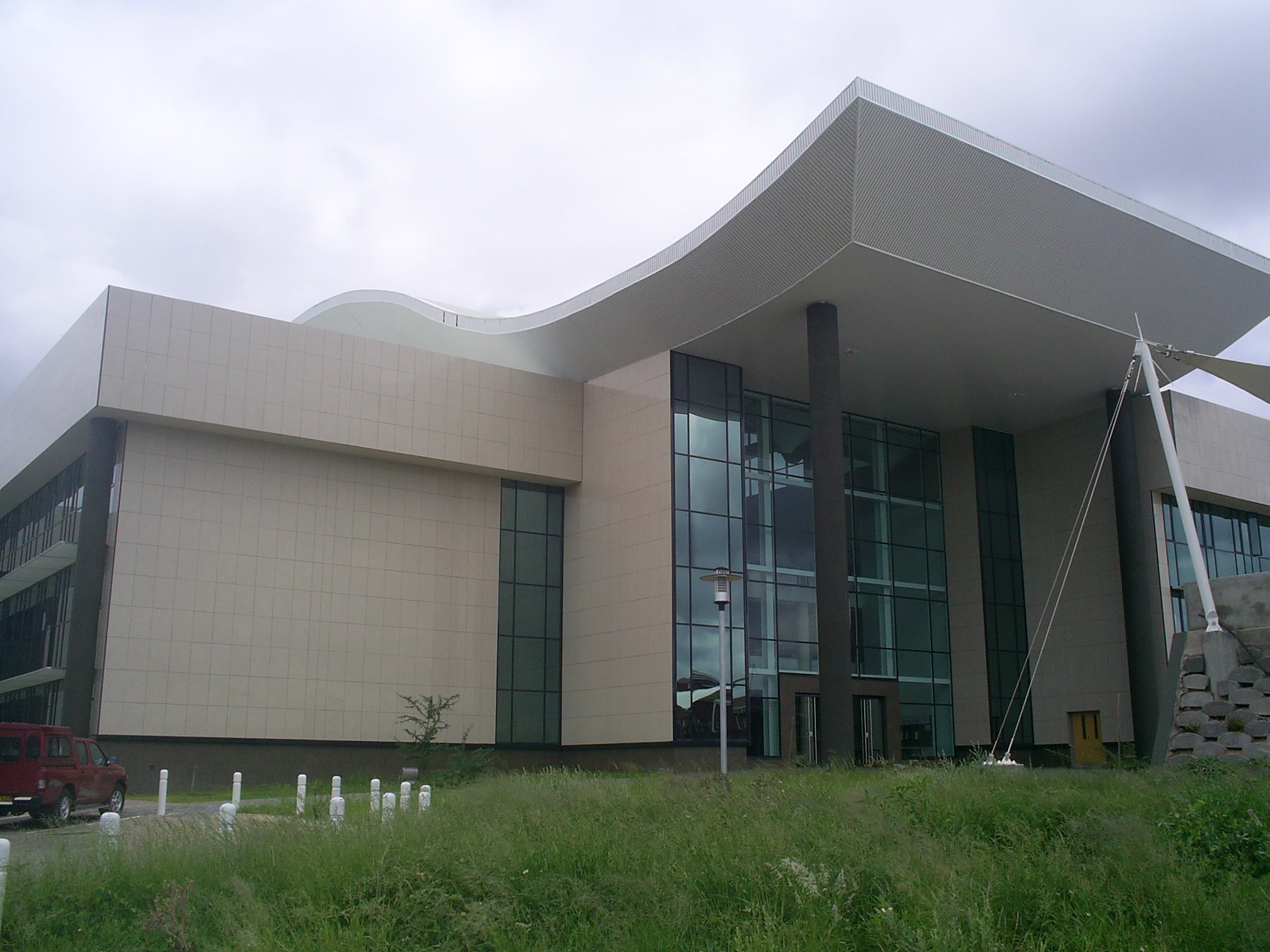
Корпус Университета Ботсваны

Грамотность населения страны (2005) составляет 78,6 % среди населения старше 15 лет, грамотность среди мужчин — 78,6 %, среди женщин — 84,1 %.
Первые школы европейского типа в стране создавались Лондонским миссионерским обществом в начале XIX века. До 1961 года финансирование начальных школ полностью осуществлялось за счёт местных племён, при этом некоторые племена тратили на образование до 70 % своего бюджета. В период 1985—1994 годов правительство страны реализовало программу по строительству средних школ, уже в 1999 году 84 % детей начального школьного возраста посещали начальные школы, 59 % детей соответствующего возраста — средние школы. Первые четыре года обучение ведётся на языке тсвана, затем на английском. Начальное образование длится семь лет, среднее образование проходит в два этапа — три и два года. Правительство страны обеспечивает бесплатное образование на уровне начального и первого этапа среднего образования.
В систему высшего образования входят Университет Ботсваны в Габороне, а также Ботсванский колледж сельского хозяйства.
| Учебные заведения                  | Количество учебных заведений | Количество преподавателей | Количество учащихся | Количество учащихся на одного преподавателя |
| ---------------------------------- | ---------------------------- | ------------------------- | ------------------- | ------------------------------------------- |
| Начальные школы (возраст 6—13 лет) | 773                          | 12 717                    | 328 692             | 25,8                                        |
| Средние школы (возраст 14—18 лет)  | 278                          | 10 620                    | 225 526             | 21,2                                        |
| Высшее образование¹                | 1                            | 796                       | 15 720              | 19,7                                        |

¹ Данные по Университету Ботсваны 

### Здравоохранение
В Ботсване действует ряд государственных и частных больниц. Государственные больницы разделены на три уровня в зависимости от тяжести болезни. Три самых крупных больницы расположены в Габороне, Франсистауне и Лобаце. В 2006 году в стране было 526 врачей (1 на 3 346 человек), 3911 койко-мест в больницах (1 на 450 человек). Общие расходы на здравоохранение (2006) составляют 7,2 % от ВВП.
Согласно оценке 2007 года 23,9 % взрослого населения (15—49 лет) заражено ВИЧ/СПИДом, ежегодно от СПИДа умирает 26 тыс. человек (2001), по уровню его распространения Ботсвана занимает второе место в мире после Свазиленда. Помимо СПИДа, основными болезнями в стране являются малярия и туберкулёз, в 1999 году были зафиксированы 702 случая туберкулёза на 100 тыс. жителей, в 2000 году 17 % детей в возрасте до пяти лет болели малярией.

## СМИ
Конституция страны закрепляет свободу слова, и правительство Ботсваны придерживается этого принципа, хотя оппозиция иногда заявляет, что их эфирное время на радио ограничено. Государственное телевидение зародилось относительно поздно с запуском в 2000 году телеканала «Botswana Television» («BTV»), в стране также действует частный телевизионный канал «Gaborone Television», принадлежащий компании «GBC» («Gaborone Broadcasting Company»). Важными СМИ являются радиостанции — государственное «Radio Botswana» и частные «Yarona FM», «Gabz FM», «Duma FM».
Распространение печатных СМИ, в основном, ограничено городами. Наиболее известными газетами являются «Daily News», «Botswana Guardian», «Botswana Gazette», «Mmegi/The Reporter», «Sunday Standard», «The Midweek Sun», «The Voice». Действует государственное новостное агентство Botswana Press Agency (Bopa).

## Культура

### Кухня
Ботсванская кухня имеет общие черты с другими кухнями Южной Африки, но обладает и своими особенностями. Примеры традиционной еды народа тсвана — угали (ugali, pap) и samp (разновидности каш из кукурузной крупы), vetkoek (жареный пирожок), гусеницы мопане, которые считаются деликатесом и стоят в четыре раза дороже обычного мяса. Сорго и кукуруза являются основными зерновыми культурами, выращиваемыми в Ботсване. Говядина — самое популярное мясо, за которым следует козье. В пищу употребляется речная рыба. Из бобовых наиболее распространён Коровий горох, выращивается арахис. Из овощей произрастают шпинат, морковь, капуста, лук, картофель, помидоры, батат и салат. Также используют дикорастущие сезонные овощи: thepe и бамию. Присутствуют и многие фрукты, в том числе марула. Многие овощи доступны только в определённый сезоны, обычно их сушат или солят. В стране существует много разных способов приготовления сушёных овощей.

### Изобразительное искусство и ремёсла

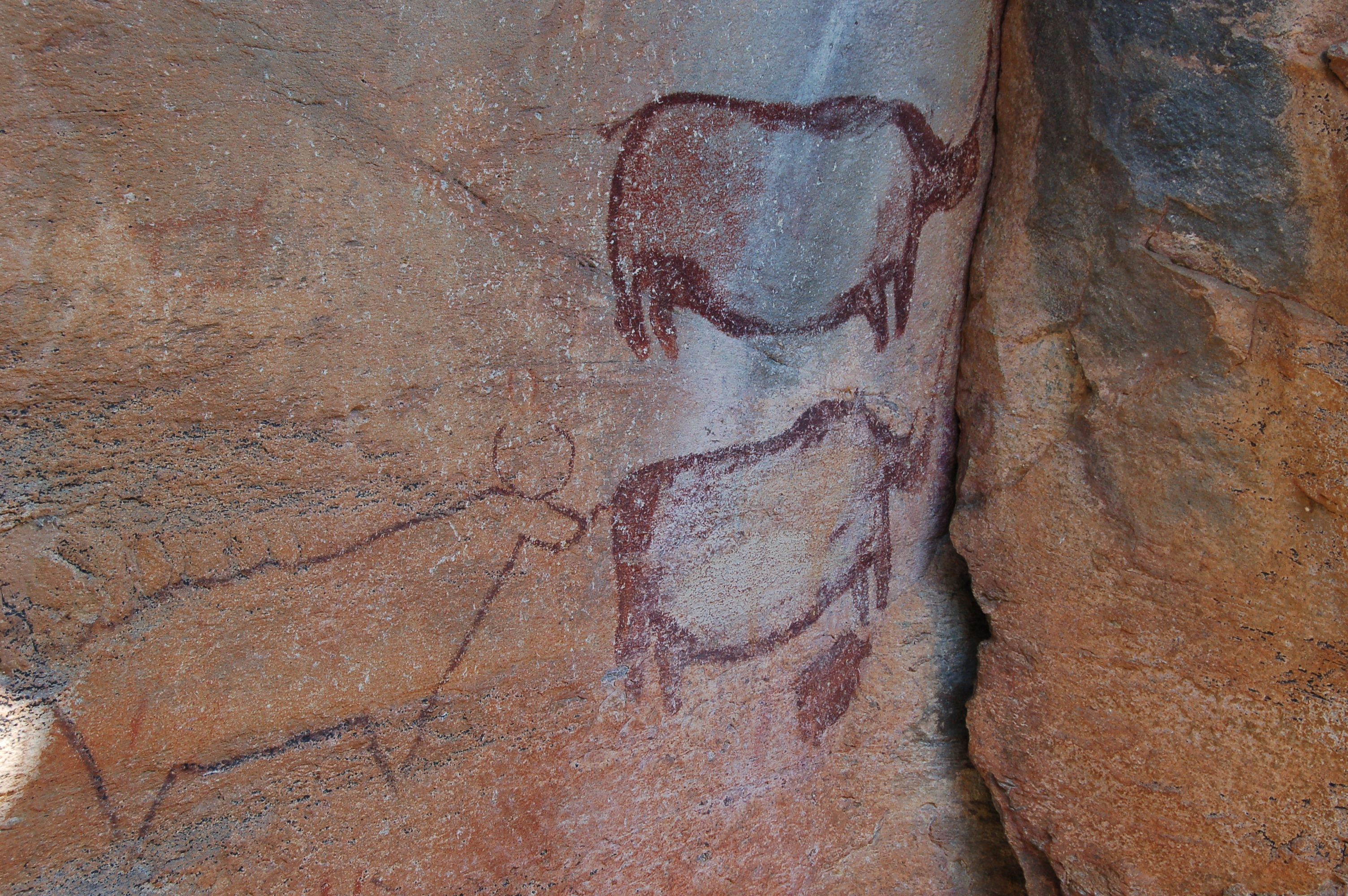
Наскальная живопись в Цодило

Наиболее древним памятником изобразительного искусства в Ботсване является наскальная живопись в Цодило на северо-востоке страны, которая содержит более 4 500 рисунков на территории пустыни Калахари площадью примерно 10 км². На них были схематично изображены различные животные (зебры, киты, носороги и пингвины), люди, сцены ритуальных танцев.
В стране много современных художников, чьи картины продаются в магазинах, а также выставляются на экспозициях в Габороне и Франсистауне, наиболее известными из которых являются экспозиции Национального музея.
Среди ботсванских ремёсел наиболее известно производство корзин, которые изготавливаются из пальмы моколване (Hyphaene petersiana), которая нарезается и варится в натуральных красящих веществах земельного цвета. Среди других ремёсел распространены резьба по дереву (изготовление ритуальных масок и различной домашней утвари, в том числе ложек с длинными ручками в виде антропо- и зооморфных фигурок), гончарное дело (изготовление статуэток и керамической посуды, украшенной фигурками животных и птиц), производство ковриков из шкур животных, изготовление сосудов из высушенной тыквы.

### Музыка
Музыка Ботсваны сформировалась в результате интеграции музыкальных культур народов, проживающих в стране. Наиболее популярной формой музыки в Ботсване является гумба-гумба, которая является осовремененной музыкой зулусов и тсвана, смешанной с джазом. Из народной музыки распространены такие формы, как хуру, цуцубе, мокомото, боранкана, ндазола, селете, чеса и сетапа. Из современных музыкальных направлений известна кваса-кваса, которая является африканской версией румбы.
Среди используемых национальных музыкальных инструментов: секокване (музыкальный лук), квади, лосиба и сеганкуру (полые дудки), мбира, погремушки матло, моропа (деревянный барабан конической формы), мапата (ритуальный рог), флейта дитлак, — изготавливаемые из дерева, бамбука, тростника, кожи и рогов животных, а также высушенных тыкв.

### Музеи и библиотеки
Самым крупным музеем страны является Национальный музей и галерея искусств в Габороне, который был открыт в 1968 году и содержит материалы по этнографии и истории Ботсваны, а также произведения искусства страны и региона. Есть также этнографические музеи во Франсистауне, Канье и Мочуди и музей почты в Габороне.
Национальная библиотечная служба Ботсваны была основана в 1967 году и по состоянию на 2009 год состоит из 21 отделения по стране, в которых в совокупности содержится 160 тыс. томов книг, из которых 65 тыс. находится в главном отделении в Габороне. В Габороне также расположена библиотека Университета Ботсваны (250 тыс. томов) и Национальный архив (20 тыс. томов).

## Спорт
В Ботсване наиболее распространены такие виды спорта, как лёгкая атлетика, бокс, крикет и футбол. Ботсвана участвует в летних Олимпийских играх с 1980 года. На Олимпийских играх 2012 года в Лондоне легкоатлет Найджел Амос завоевал серебряную медаль на дистанции 800 метров. Среди наиболее известных олимпийских спортсменов страны — Габле Гаренамотсе, Лечедзани Луза, Калифорния Молефе, Франс Мабилетса и Хумисо Икгополенг.
Ботсванская футбольная ассоциация была основана в 1970 году, в 1978 году вошла в состав ФИФА. Сборная Ботсваны по футболу, называемая болельщиками «зебры» или «эзимбизи», участвует в международных соревнованиях, однако никогда не принимала участия в финальной части чемпионата мира, а на Кубке африканских наций дебютировала в 2012 году.

## Праздники
| Дата                 | Название                                                  | Название на английском и тсвана      |
| -------------------- | --------------------------------------------------------- | ------------------------------------ |
| 1 января             | Новый год (2 января является выходным)                    | New Year’s Day / Ngwaga o mosha      |
| Дата меняется        | Великая пятница                                           | Good Friday / Labotlhano yo o molemo |
| Дата меняется        | Пасхальный понедельник                                    | Easter Monday                        |
| Дата меняется        | Вознесение                                                | Ascension Day / Tlhatlogo            |
| 1 июля               | День сэра Серетсе Кхамы                                   | Sir Seretse Khama Day                |
| 3-й понедельник июля | День Президента (следующий за ним день является выходным) | President’s Day                      |
| 30 сентября          | День независимости                                        | Independence Day / Boipuso           |
| 25 декабря           | Рождество (следующий за ним день является выходным)       | Christmas / Keresemose               |